# ドーフィン (マニトバ州)
ドーフィン（英: Dauphin）は、カナダ・マニトバ州中部、パークランド地域にある市。人口約8,400人で、全国ウクライナ・フェスティバルを含む様々な夏祭りが開催されている。現在でもウクライナ系人口が約30%となっている
。

## 歴史
フランス人探検家ピエール・ゴルティエ・ドゥ・ヴァレンヌ、ラ・ヴェランドリー卿（Pierre Gaultier de Varennes, sieur de La Vérendrye）は、フランス王位継承者（Daufin、フランス語でドーファン、この時点で皇太子であったのちのルイ16世を指す）にちなんで、1741年に到達した近くの湖に「ドーフィン湖（Lake Daufin）」という名前を付けた 。
1883年に入植者がこの地域に到着し、ガートモアと現在「オールド・ドーフィン」と呼ばれる2つの初期の集落が設立された。1896年に鉄道が開通した際に線路が2つの村のほぼ中間を通ったため、入植地は線路近辺の現在の場所に移動した。この時期にはウクライナからの移民がこの地域に増加し始めたが、それ以前は主にイギリス系の入植者が多かった。
1898年7月11日、ドーフィンは村として設立、ジョージ・バーカーが初代村長に就任した。1901年には町となり、ジョージ・キングが町長に就任した。ドーフィンは穀物の集散地として発展、農業は依然としてこの地域の経済の中心的な役割を果たしているが、その役割は大きく縮小されてきている。
1974年から1979年にかけて、ドーフィンの住民に対して「ミンカム」と呼ばれる、ベーシックインカム保証を提供する連邦政府によるパイロットプロジェクトが実施された。ドーフィンは1998年に市として認可された。

## 交通
- 鉄道
  - VIA鉄道：ウィニペグ- チャーチル線（ハドソン・ベイ号）がカナディアン・ナショナル鉄道のドーフィン駅で発着する。
- 道路
  - マニトバ州道5号線、10号線、20号線、5A号線、10A号線、20A号線